# Piero Maggini
Piero Maggini (Livorno, 15 giugno 1948 – Livorno, 7 gennaio 1984) è stato un calciatore italiano, di ruolo difensore.

## Carriera
Nella stagione 1968-1969 esordisce nel Livorno, con cui gioca 6 partite nel campionato di Serie B; viene riconfermato nella squadra toscana (della quale nel seguito della carriera è anche stato capitano) anche per la stagione 1969-1970, nella quale colleziona ulteriori 8 presenze in seconda serie. Nella stagione 1970-1971 inizia a giocare spesso da titolare, e chiude il campionato cadetto con 29 presenze ed una rete, la sua prima (ed unica) in carriera in campionati professionistici; nella stagione 1971-1972, chiusa dai labronici con la retrocessione in Serie C, Maggini gioca ulteriori 29 partite di campionato, arrivando così a complessive 72 partite in carriera in Serie B. Mantiene poi il posto da titolare nel Livorno anche nella stagione 1972-1973, nella quale gioca 29 partite in terza serie.
Nel 1973 lascia dopo cinque campionati consecutivi il Livorno e si accasa al Viareggio, società con la quale nella stagione 1973-1974 gioca 28 partite nel campionato di Serie C, retrocedendo in Serie D, categoria nella quale l'anno successivo gioca 17 partite. Nella stagione 1975-1976 gioca altre 32 partite di quarta serie nel Viareggio, con cui segna anche i primi 2 gol con la squadra; rimane in rosa nella formazione bianconera anche per l'intera stagione 1976-1977, chiusa con 6 presenze ed una rete nel campionato di Serie D.